# Nazionale maschile di pallacanestro di Saint Lucia
La nazionale di pallacanestro di Saint Lucia è la rappresentativa cestistica di Saint Lucia ed è posta sotto l'egida della Federazione cestistica di Saint Lucia.